# Acanthodelta violascens
Acanthodelta violascens là một loài bướm đêm trong họ Noctuidae.